# Kortsvansad myrkott
Kortsvansad myrkott eller kinesisk pangolin (Manis pentadactyla) är ett däggdjur i familjen myrkottar. Den förekommer i sydöstra Asien.

## Kännetecken
Arten når en kroppslängd (huvud och bål) mellan 42 och 92 centimeter, en svanslängd mellan 28 och 35 centimeter samt en genomsnittlig vikt av 2 till 7 kilogram. Huvudets ovansida, ryggen, kroppens sidor och extremiteternas utsida är liksom hos alla myrkottar täckta av styva fjäll. Fjällen är hos vuxna individer svartbruna och hos ungdjur purpurbruna. Den oskyddade huden, till exempel på buken, är vitgrå. Framfötterna har stora grävklor och bakfötterna har korta klor. Kortsvansad myrkott saknar liksom alla myrkottar tänder och har en lång klibbig tunga. Arten skiljer sig från andra myrkottar genom jämförelsevis stora ögon och ytteröron, andra asiatiska arter har bara enklare hudveck och afrikanska arter inga ytteröron alls.

## Utbredning och habitat
Artens utbredningsområde sträcker sig från östra Nepal och nordöstra Indien över norra Sydostasien (Myanmar, Thailand, norra Kambodja, norra Laos, norra Vietnam) till södra och centrala Kina. Kortsvansad myrkott finns även på Taiwan och Hainan. Habitatet utgörs främst av skogar av olika slag. Arten besöker även gräsmarker och jordbruksmark. Den når i bergstrakter 2000 meter över havet.

## Levnadssätt
Kortsvansad myrkott är vanligen aktiv mellan skymningen och gryningen. På dagen vilar den i underjordiska bon som den gräver själv eller övertar från andra djur. Arten hittar sin föda främst på marken och ibland i träd. Vid fara kan den rulla ihop sig. Individerna riktar vid dessa tillfällen sina fjäll upp som med sina vassa kanter är bra försvarsredskap. Kortsvansad myrkott kan även simma.
Födan utgörs främst av myror och termiter. De använder sina långa klon på framfötterna för att bryta upp myrstackar eller trädens bark. Sedan slickar de upp insekterna med den klibbiga tungan. Kortsvansad myrkott saknar tänder och födan söndersmulas därför i magsäcken. Arten stänger sina näsborrar och öronöppningar när den äter och ögonen täcks av tjocka ögonlock.
Under hösten eller redan under sensommaren strider hannar med varandra om rätten att para sig. Ungen föds under vintern medan honan stannar i boet. Vanligen föds bara ett ungdjur per kull. Ungen är cirka 15 centimeter lång och lite över 90 gram tung. Äldre ungar bärs på honans svans under utflykter. Antagligen infaller könsmognaden när individen är ett år gammal.

## Hot
Kött från kortsvansad myrkott betraktas i olika regioner som delikatess och fjällen används i den traditionella kinesiska medicinen. Fjällen anses vara ett antiseptikum som används mot hudsjukdomar och feber. Sedan år 2000 listas arten i appendix II av CITES. Trots allt finns en utbred svart marknad. Ett annat hot är förstörelse av habitat. IUCN listar sedan 2014 kortsvansad myrkott som akut hotad (Critically Endangered).

## Systematik
Artens närmaste släkting är indisk myrkott (Manis crassicaudata). De bildar tillsammans ett undersläkte i släktet Manis.